# Ефет-Костини, Исаак Иосифович
Исаак Иосифович Ефет-Костини (13 марта 1892, Бахчисарай, Таврическая губерния — не ранее 1920) — русский художник, кубист.

## Биография
Родился в 1892 году в Бахчисарае в караимской семье.
С 1910 по 1915 год учился в Одесском художественном училище, где получил диплом учителя рисования и чистописания в средних учебных заведениях. Осенью 1918 года обучался в Свободной мастерской А. Нюренберга.
С 1918 по 1919 год был вольным слушателем на архитектурном отделении в Высшем художественном училище при Академии художеств (преподаватель — М. Покорный).
Был женат. В 1920 году эвакуирован из Новороссийска на корабле «Анатолий Молчанов». Дальнейшая судьба неизвестна. Работы хранятся в коллекции Я. Перемена и в Фонде «Украинский авангард».

## Участие в выставках
- Осенняя выставка Общества независимых художников (1918).
- Конкурс плакатов Агитпрома (май 1919).